# Sarax curioi
Espèce
Sarax curioi est une espèce d'amblypyges de la famille des Charinidae.

## Distribution
Cette espèce est endémique de Panay aux Philippines. Elle se rencontre vers Malumpati.

## Description
La carapace de la femelle holotype mesure 2,67 mm de long sur 3,73 mm et l'abdomen 5,0 mm.

## Étymologie
Cette espèce est nommée en l'honneur d'Eberhard Curio.

## Publication originale
- Giupponi & Miranda, 2012 : « A new species of Sarax Simon, 1892 from the Philippines (Arachnida: Amblypygi: Charinidae). » Anais da Academia Brasileira de Ciências, vol. 84, no 1, p. 165-1731 (texte intégral).